# Neoarius taylori
Neoarius taylori är en fiskart som först beskrevs av Roberts, 1978.  Neoarius taylori ingår i släktet Neoarius och familjen Ariidae. IUCN kategoriserar arten globalt som otillräckligt studerad. Inga underarter finns listade i Catalogue of Life.